# Ličov
Ličov je malá vesnice a část obce Benešov nad Černou v okrese Český Krumlov. Nachází se asi 3,5 kilometru západně od Benešova nad Černou. Prochází zde silnice II/154. Ličov je také název katastrálního území o rozloze 2,75 km².

## Historie
První písemná zmínka o vesnici pochází z roku 1377.

## Obyvatelstvo
| Rok            | 1869 | 1880 | 1890 | 1900 | 1910 | 1921 | 1930 | 1950 | 1961 | 1970 | 1980 | 1991 | 2001 | 2011 | 2021 |
| -------------- | ---- | ---- | ---- | ---- | ---- | ---- | ---- | ---- | ---- | ---- | ---- | ---- | ---- | ---- | ---- |
| Počet obyvatel | 107  | 116  | 109  | 112  | 120  | 113  | 94   | 30   | 40   | 85   | 72   | 64   | 59   | 57   | 54   |
| Počet domů     | 19   | 22   | 22   | 23   | 21   | 25   | 23   | 8    | 55   | 8    | 13   | 14   | 14   | 18   | 18   |

## Obecní správa
Ličov byl v letech 1869–1975 samostatnou obcí a od 1. ledna 1976 se vesnice stala součástí obce Benešov nad Černou. V letech 1869–1921 a v letech 1961–1975 k obci patřily Děkanské Skaliny a v letech 1961–1975 také Dluhoště.

## Společnost
Poblíž Kancléřského rybníka u říčky Černá stojí skautský tábor českobudějovického 20. skautského oddílu a také základny České tábornické unie.

## Pamětihodnosti
- Výklenková kaplička
- Pomník obětem první světové války